# Mariakapel (Raar)

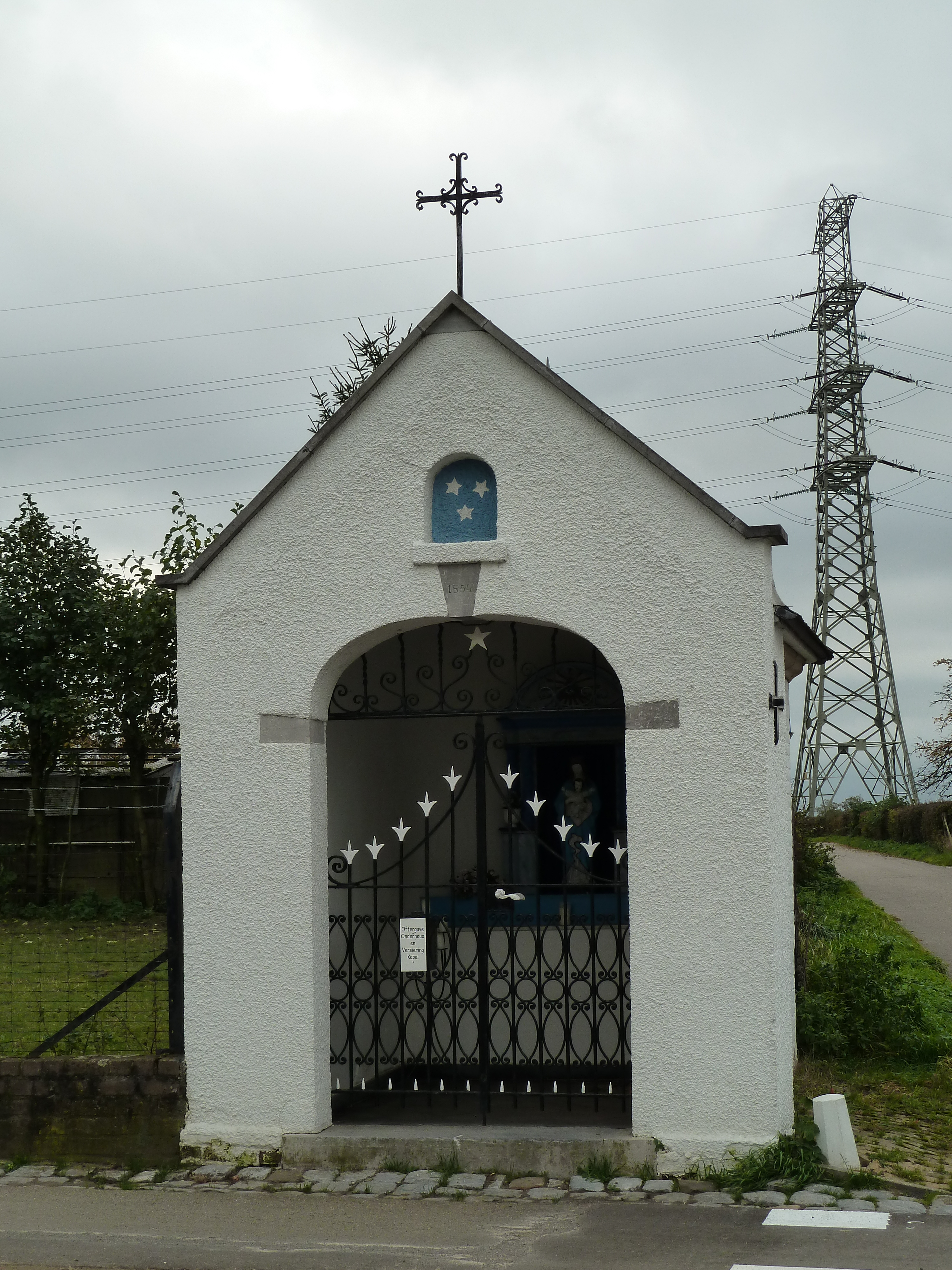
De Mariakapel

De Mariakapel is een kapel in Raar in de Nederlands Zuid-Limburgse gemeente Meerssen. De kapel staat in het westen van de buurtschap aan een kruising van de hoofdweg door Raar met twee veldwegen (Hetjensweg en Visweg). Op ongeveer 700 meter naar het oosten staat de Onze-Lieve-Vrouw-van-Lourdeskapel aan het andere uiteinde van de buurtschap.
De kapel is gewijd aan Maria.

## Geschiedenis
In 1854 werd de kapel gebouwd.
In 1921 droeg de deken de kapel over aan de provincie.
In 1976 werd de kapel door de provincie gerestaureerd, waarna het beheer van de kapel door het Meerssense kerkbestuur van de Basiliek van het H. Sacrament.

## Bouwwerk
De witte kapel heeft een halfronde koorsluiting en wordt gedekt door een zadeldak met natuurstenen leien. Op de nok van het dak staat een piron bestaande uit een kegel met hierop een bolen de frontgevel heeft bovenop de topgevel een ijzeren kruis. Hoog in de frontgevel bevindt zich een rondboogvormige nis die een blauwe achterwand heeft met drie witte sterren. De frontgevel is zelf iets breder dan de rest van de kapel, met aan de zijkant op deze uiteinden zwarte sierankers, en in deze gevel bevindt zich de korfboogvormige toegang die wordt afgesloten met een smeedijzeren hek. De aanzetstenen en sluitsteen zijn grijs van kleur en daarin is het jaartal 1854 gegraveerd.
Van binnen is de kapel wit gepleisterd en tegen de achterwand is het massieve altaar geplaatst. Dit altaar heeft een wit marmeren blad, waarop een breed houten opzet geplaatst is dat blauw geschilderd is. Op deze opzet is een barokke nis geplaatst met bovenaan in de ronde timpaan het alziend oog van God te midden van een stralenkrans. De nis is grijs geschilderd en heeft aan beide zijden twee spiralende zuiltjes op rechthoekige kolommen. De buitenste zuiltjes zijn iets dieper geplaatst en tussen de middelste twee is een gordijn opgehangen. In de nis staat voor het gordijn het polychrome Mariabeeldje dat Maria toont met in haar handen het kindje Jezus.